# Дафф Маккаган
Дафф Маккаган (англ. Duff McKagan, нар. 5 лютого 1964)  — американський музикант, бас-гітаріст рок-гуртів Guns N' Roses, Velvet Revolver, Loaded.

## Життєпис
Майкл Маккаган народився в багатодітній сім'ї в Сіетлі. Рідні називали його Даффом, і це ім'я прижилося й надалі. З юних років Дафф слухав панк-рок та глем-рок, а його брат Брюс грав на бас-гітарі. Першим гуртом Маккагана був місцевий колектив The Fastbacks, в якому він грав на барабанах в 1980—1981 роках. Після цього він змінив безліч різних колективів, серед яких The Fartz, що вважались одним із гуртів, що вплинув на Mudhoney та гранджову сцену.
Після декількох років, проведених в Сіетлі, Маккаган переїхав до Лос-Анджелесу. Невдовзі він познайомився з гітаристом Слешем та барабанщиком Стівеном Адлером, і вони утворили тріо Road Crew. Пізніше до них приєднались вокаліст Ексл Роуз та гітарист Іззі Стредлін, так колектив став квінтетом, відомим як Guns N' Roses. Музиканти підписали контракт з лейблом Geffen та випустили платівку Appetite for Destruction (1987). Спочатку альбом пройшов непомітним в музичній спільноті, і Маккаган навіть збирався повертатись до Сіетлу, але невдовзі пісня «Welcome to the Jungle» стала хітом і до гурту прийшла велика слава. Колектив став відомий не тільки своїми чудовими живими виступами, але також ексцентричною поведінкою фронтмена Ексла Роуза та пафосними вечірками.
Окрім Guns N' Roses, Маккаган брав участь в інших проєктах. Спочатку він співпрацював з Іггі Попом, а потім випустив сольну платівку Believe in Me. Після закінчення виснажливого туру c GNR, Маккагану довелось лікувати підшлункову залозу через надмірне вживання алкоголю. В середині дев'яностих він приєднався до проєкту Слеша Slash's Snakepit, а потім співпрацював з Neurotic Insiders та іншими виконавцями. Коли про це дізнався Ексл Роуз, то погрожував звільнити музикантів, але Маккаган вирішив не чекати на це та пішов сам. Надалі він грав в панк-роковому гурті 10 Minute Warning, частиною якого був в юності. Він також записав другу сольну платівку Beautiful Disease, але вона так і не була випущена через проблеми з лейблом. Нарешті, наприкінці дев'яностих він заснував власний проєкт Loaded, також відомий як Duff McKagan's Loaded.
У 2002 році Маккаган приєднався до двох колишніх учасників Guns N' Roses Слеша та Метта Сорума, ставши частиною супергурту Velvet Revolver разом із вокалістом Скоттом Вейландом (ексфронтменом Stone Temple Pilots). За п'ять років вони видали два комерційно успішних альбоми, що стали мультиплатиновими, а також отримали премію «Греммі». У 2008 році проєкт розпався, бо його залишив Скотт Вейланд. Маккаган деякий час грав в гурті Jane's Addiction, аж доки у 2010 році не виступив разом з колишніми колегами з Guns N' Roses. В середині 2010-х він повноцінно повернувся до Guns N' Roses для масштабного світового турне. Також у 2019 році він видав третю сольну платівку Tenderness, записану разом з Шутером Дженнінзом.